# Formato de arquivo

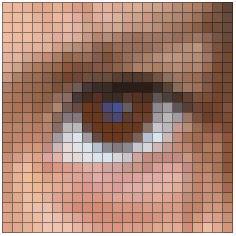
Exemplo de imagem bitmap.

Formato de arquivo é a forma usada por determinadas aplicações computacionais para reconhecer os dados gerados e editados por eles. Cada aplicativo tem um formato específico de arquivo digital gerado, padronizado ou não, para que possa tratar as informações contidas neste, que posteriormente poderão ser modificados, impressos ou, transportados.

## Tipos
Os formatos de arquivos digitais podem ser:
- Arquivos de texto
- Arquivos de Imagem
- Arquivos de som
- Arquivos de vídeo
- Arquivos Compactados
- Bancos de dados
- Arquivos executáveis

Alguns tipos de arquivo mais comuns foram criados por grandes empresas como a Microsoft, Adobe, IBM, Oracle dentre outras, e se tornaram padrão de mercado.

### Exemplos
- .HS  - código de programa do Haskell
- .XLS - planilhas do Microsoft Excel
- .DBF - bancos de dados Dbase
- .MDB ou .ACCDB - bancos de dados Access
- .FB - bancos de dados Firebird
- .DOC - documento de texto do Microsoft Word
- .PDF - documento do Acrobat Adobe
- .TXT - arquivos de texto comum.